# 深井功

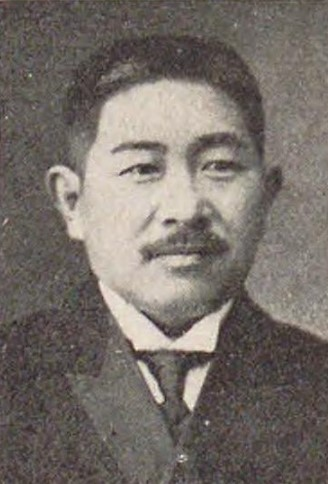
深井功

深井 功（ふかい いさお、1874年（明治7年）8月17日 - 1942年（昭和17年）8月17日）は、日本の政治家。衆議院議員。

## 来歴
長野県小県郡深井村（現東御市）生まれ。旧制上田中学（長野県上田高等学校）を経て、東京専門学校を中退し、家業に従事した。明治36年（1903年）自宅に長野県初の有限責任信用組合を設立し、明治43年（1910年）産業組合中央会長野支会の設立とともに理事、副組合長に就任し、指導的役割を果たし、長野県における「産業組合運動の父」と称された。のちに同中央会理事、中央金庫監事などを歴任した。
同44年（1911年）長野県会議員となり、大正13年（1924年）第15回衆議院議員総選挙に当選した。